# S.H.I.E.L.D.
S.H.I.E.L.D. (oorspronkelijk een afkorting voor Supreme Homeland, International Espionage, Law-Enforcement Division, maar vanaf 1991 een afkorting voor Strategic Hazard Intervention, Espionage and Logistics Directorate, en weer later, in de serie Marvel Agents of Shield, Strategic Homeland Intervention Enforcement Logistics Division) is een fictieve antiterroristische veiligheidsdienst uit de strips van Marvel Comics. Ze krijgen vaak te maken met bovenmenselijke bedreigingen. De organisatie werd bedacht door Stan Lee en Jack Kirby, en verscheen voor het eerst in Strange Tales nr. 135 (augustus 1965).

## Publicatiegeschiedenis
S.H.I.E.L.D.'s introductie in de nieuwe Strange Tales serie "Nick Fury, Agent of S.H.I.E.L.D." gebeurde tijdens een trend om actieseries te maken met geheime internationale organisaties met opvallende afkortingen als naam. Voorbeelden waren: The Man from U.N.C.L.E. en James Bond's SPECTRE. Nick Fury, die werd aangesteld als hoofd van de organisatie, deed al eerder mee in de stripserie Sgt. Fury and his Howling Commandos gedurende de Tweede Wereldoorlog. S.H.I.E.L.D.’s grootste vijand is HYDRA, een criminele organisatie opgericht door Baron Wolfgang von Strucker. In de loop der jaren is de geschiedenis van S.H.I.E.L.D. meerdere malen herverteld om tegenstrijdigheden weg te werken.
Na te zijn geïntroduceerd in Strange Tales verscheen de stripserie Nick Fury, Agent of S.H.I.E.L.D., waarin de organisatie centraal stond. In 1988 produceerde Marvel de zesdelige miniserie Nick Fury vs. S.H.I.E.L.D., gevolgd door een nieuwe Nick Fury, Agent of S.H.I.E.L.D. serie. Die tweede serie liep 47 delen.

## Fictieve geschiedenis
Het idee voor de S.H.I.E.L.D. organisatie werd bedacht door Margaret "Peggy" Carter na afloop van de Tweede Wereldoorlog. Maar zij was er dermate van overtuigd dat de Amerikaanse Overheid zo’n organisatie niet zou steunen, dat zij het idee verwierp en het plan voor de organisatie opborg. Jaren later, gedurende een geheime ontmoeting met leden van het voormalige superheldenteam de First Line die net een fatale aanval achter de rug hadden, zag Fury in dat een organisatie als S.H.I.E.L.D. absoluut nodig was. Ergens rond dezelfde tijd werd het idee voor de S.H.I.E.L.D. organisatie buiten Fury’s weten om uit de kast gehaald door de Verenigde Naties.
Gewoonlijk onder leiding van Nick Fury als directeur-generaal, opereerde S.H.I.E.L.D. zowel als overheidsinstelling als quasi-militaire organisatie. Eerst in dienst van de Verenigde Staten, en later in dienst van de Verenigde Naties. S.H.I.E.L.D. beschikte dankzij de steun van de Verenigde Naties over de meest geavanceerde technologie.
S.H.I.E.L.D.’s beroemdste hoofdkwartier voor lange tijd was de Helicarrier, een massief luchtschip die te allen tijde in de lucht werd gehouden. Het schip was zwaar bewapend en bevatte onder andere vliegtuigen en ICBM raketten. Als toevoeging hieraan onderhield S.H.I.E.L.D. goede contacten met superhelden, Captain America, de Avengers, en de Fantastic Four.
Veel van S.H.I.E.L.D.'s agenten zijn normale mensen. Jaren geleden probeerde de organisatie een team van supermensen als agenten op te zetten dit team bestond uit (Quasar), Texas Twister, Blue Streak en de Vamp, maar die laatste twee bleken spionnen te zijn van een andere organisatie genaamd de Corporation. Het team viel uiteen nog voor ze hun eerste officiële missie kregen.
S.H.I.E.L.D. heeft wel enkele supermensen in dienst, waaronder in zijn Psi-Divisie bestaande uit telepathische agenten. S.H.I.E.L.D. roept ook vaak de hulp in van individuele superhelden als hun speciale vaardigheden nodig zijn. De organisatie accepteerde ook enkele superhelden en zelfs een paar superschurken als agenten, maar niet langer in aparte units. Soms worden ter plekke nieuwe S.H.I.E.L.D. teams gevormd als de situatie daarom vraagt. Gedurende de periode dat de Verenigde Staten te kampen hadden met het monster Godzilla richtte S.H.I.E.L.D. een subunit op genaamd de "Godzilla Squad" wiens enige taak was het beest op te jagen en te vangen.
Een andere unieke technologische ontwikkeling van S.H.I.E.L.D. zijn de LMD’s (Life Model Decoys). Zeer realistische androiden die gebruikt worden om mensen die het gevaar lopen vermoord te worden te vervangen. Deze technologie werd echter gestolen door Scorpio en gebruikt om het tweede Zodiac team te creëren.

## Structuur
In de loop der jaren hebben verschillende schrijvers de structuur van S.H.I.E.L.D.’s organisatie op verschillende manieren uitgewerkt. Het boek The Official Handbook of the Marvel Universe (eerste editie) beschrijft een structuur met acht verschillende rangen, maar geeft bijna geen details over de andere aspecten van de organisatie.
In de 2000s toont een S.H.I.E.L.D. hiërarchie van “beveiligingsniveau” die worden gebruikt in plaats van, of samen met, de oude rangenstructuur. De hiërarchie bestaat uit de Levels 1 t/m 10, waarbij 10 de hoogste is.
De eerste verhaallijn in de serie New Avengers (2005- heden), getiteld "Breakout", onthulde dat er nog een alternatieve rang bestaat: de "Champion Status". Deze status staat boven het voorgenoemde stelsel. Volgens Captain America geeft de status, die hij zelf ook heeft, iemand het recht om op elk moment een team samen te stellen voor welke missie de statushouder maar nodig acht.

## Prominente leden
In de geschiedenis van de organisatie is Nick Fury wel het meest prominente lid, met Maria Hill als zijn opvolger sinds midden 2000. andere historische prominente leden die al vanaf het begin actief zijn bij S.H.I.E.L.D. zijn Thaddeus "Dum Dum" Dugan en Gabriel "Gabe" Jones, beide veteranen van Fury’s Tweede Wereldoorlog “Howling Commandos” team. In tegenstelling tot bij Fury wordt er echter geen verklaring gegeven hoe het kan dat zij niet lijken te verouderen.
Phil Coulson kreeg de opdracht van Fury om S.H.I.E.L.D opnieuw op te bouwen na de val van S.H.I.E.L.D

## Hoofdkwartier
Hoewel de vele Helicarriers die in de loop der jaren gebouwd zijn lange tijd werden gezien als S.H.I.E.L.D.’s primaire thuisbasis, heeft de directie van S.H.I.E.L.D. ook een aantal vestigingen over de wereld. Meest bekend is "S.H.I.E.L.D Central" in New York. Hoewel sommige van deze vestigingen publiekelijk bekend zijn, zijn de meeste goed afgesloten voor publiek uit veiligheidsoverwegingen. Er zijn verschillende volledig bevoorrade S.H.I.E.L.D. schuilkelders over de gehele wereld, waarvan de locaties alleen bekend zijn bij Nick Fury.

## Gerelateerde organisaties
S.W.O.R.D.;deze organisatie werd geïntroduceerd in Astonishing X-Men (3e serie) #6 (December 2004), geschreven door Joss Whedon. De afkorting staat voor Sentient World Observation and Response Department. S.W.O.R.D. werkt samen met S.H.I.E.L.D., maar is gespecialiseerd in buitenaardse bedreigingen. Beide organisaties zijn er niet over eens of S.W.O.R.D. een aparte tak is van S.H.I.E.L.D. of een zusterorganisatie.
S.T.R.I.K.E.S.T.R.I.K.E., ofwel Special Tactical Response for International Key Emergencies, was een zusterorganisatie van S.H.I.E.L.D., met hun basis in het Verenigd Koninkrijk. De organisatie werd opgeheven nadat ze was geïnfiltreerd en overgenomen door een criminele organisatie.
S.A.F.E.Geïntroduceerd tijdens Marvel’s serie van boeken (novels) midden jaren 90. S.A.F.E. (Strategic Action For Emergencies) is het antwoord van de Verenigde Staten op S.H.I.E.L.D. De organisatie verscheen voor het eerst in Spider-Man & the Incredible Hulk: Rampage (Doom's Day Book 1), en is hoogstwaarschijnlijk geen onderdeel van de gebeurtenissen uit de strips. Waar S.H.I.E.L.D. een Verenigde Naties organisatie is die zich met globale bedreigingen bezighoudt, is S.A.F.E. een Amerikaanse organisatie die hetzelfde doet als S.H.I.E.L.D., maar dan enkel in de Verenigde Staten.

## S.H.I.E.L.D. in andere talen
S.H.I.E.L.D. verhalen zijn vertaald in veel andere talen, waaronder Frans, Fins en Italiaans. Deze vertalingen hebben vaak een andere naam voor S.H.I.E.L.D.
In het Frans is de naam van de organisatie S.E.R.V.O., wat klinkt als "hersens" (cerveau) in Frans.
In het Fins wordt S.H.I.E.L.D. vaak Y.P.K.V.V. (Ylimmäisen Päämajan Kansainvälisen Vakoilun Vastustamisjaos), een directe vertaling van Engelse naam, genoemd. Bij de Ultimate Marvel strips is de Finse naam voor S.H.I.E.L.D. K.I.L.P.I., waarin "kilpi" de vertaling is van het woord (in plaats van de afkorting)"shield" (schild).
In het Grieks heet de organisatie Α.Σ.Π.Ι.Δ.Α. (ASPIDA, als een woord dat "shield" betekent). De initialen staan Highest Military and Political Foundation of International Espionage (Ανώτατο Στρατιωτικό Πολιτικό Ίδρυμα Διεθνούς Αντικατασκοπέιας, in onze letters staat er: Anótato Stratiotikó Politikó Idruma Diethnoús Antikataskopéias)
In het Portugees is de afkorting nog steeds S.H.I.E.L.D., maar de afkorting staat hier voor "Superintendência Humana de Intervenção, Espionagem, Logística e Dissuasão", ofwel, Human Superintendence for Intervention, Espionage, Logistics and Dissuasion.
In de Nederlandstalige versies van de strips werd in het begin vaak de naam S.C.H.I.L.D. (schild = shield) gebruikt, maar dit werd later geschrapt en vervangen door S.H.I.E.L.D.
In het Spaans gebruikte uitgever Vértice de naam "Escudo", maar gaf nooit de betekenis van die naam. Latere uitgevers Planeta DeAgostini en Panini gebruikten wel de naam S.H.I.E.L.D., maar vertaalden de afkorting als "Organización Internacional para la Ejecución y el Cumplimiento de la Ley".

## Ultimate S.H.I.E.L.D.
In het Ultimate Marvel universum werd S.H.I.E.L.D. eerst geleid door generaal "Thunderbolt" Ross. Gedurende de Golfoorlog werd het Weapon X project door S.H.I.E.L.D. overgenomen, wat resulteerde in de creatie van Wolverine.
Na Ross’ schijnbare dood nam Nick Fury de leiding over de organisatie op zich. Hij wilde allereerst het Supersoldaten programma weer opstarten, en gaf Dr. Bruce Banner de opdracht de supersoldaten formule van Captain America te hercreëren. Dit mislukte, wat leidde tot de creatie van de Hulk.
S.H.I.E.L.D. creëerde ook zijn eigen superheldenteam genaamd de Ultimates. Ook de X-Men kwamen onder leiding te staan van S.H.I.E.L.D.
Afdelingen
- S.T.R.I.K.E., de Britse tak van S.H.I.E.L.D.
- Psi
- Black-Ops
- Eye

## Andere media

### Marvel Cinematic Universe
S.H.I.E.L.D. komt voor in de films van het Marvel Cinematic Universe, beginnend met de film Iron Man uit 2008. In deze films wordt S.H.I.E.L.D. gebruikt als afkorting voor Strategic Homeland Intervention Enforcement and Logistics Division.
Ook in de Serie Marvel Agents of Shield wordt de naam "Strategic Homeland Intervention Enforcement Logistics Division" gebruikt, zie aflevering 16 van seizoen 1.
De grootste rol voor S.H.I.E.L.D. is weggelegd in The Avengers (2012), waarin onder meer hun bekende hoofdkwartier, de Helicarrier, voorkomt. S.H.I.E.L.D. is te zien in de volgende films en televisieseries: 
- Iron Man (2008)
- The Incredible Hulk (2008)
- Iron Man 2 (2010)
- Thor (2011)
- Captain America: The First Avenger (2011)
- Marvel One-Shots (2011-2013)
- The Avengers (2012)
- Agents of S.H.I.E.L.D. (2013-2020)
- Captain America: The Winter Soldier (2014)
- Avengers: Age of Ultron (2015)
- Ant-Man (2015)
- Ant-Man and the Wasp (2018)
- Captain Marvel (2019)
- Spider-Man: Far From Home (2019)
- Loki (2021) (Disney+)
- Black Widow (2021)

### Andere films
- In 1998 verscheen de televisiefilm Nick Fury: Agent of S.H.I.E.L.D. met David Hasselhoff.
- S.H.I.E.L.D. verscheen in de animatiefilms Ultimate Avengers en Ultimate Avengers 2: Rise of the Panther, die waren gebaseerd op de stripboeken van de Ultimates.

### Televisie
- S.H.I.E.L.D.'s eerste televisieoptreden was in de animatieserie Spider-Man and His Amazing Friends in de aflevering "Mission: Save the Guardstar."
- S.H.I.E.L.D. verscheen een aantal maal in de animatieseries Spider-Man: The Animated Series en The Incredible Hulk: The Animated Series. S.H.I.E.L.D. verscheen verder in het tweede seizoen van de animatieserie Iron Man.
- S.H.I.E.L.D. en Nick Fury hadden enkele optredens in de animatieserie X-Men: Evolution.
- S.H.I.E.L.D. speelt een rol in de animatieserie The Avengers: Earth's Mightiest Heroes.
- In Ultimate Spider-Man werken Spider-Man en zijn superheldenteam voor S.H.I.E.L.D.
- S.H.I.E.L.D. kreeg een spin-offserie in 2013(geregisseerd door Joss Whedon), waarin Agent Phil Coulson een speciaal team samenstelt, de serie begon op 24/9/2013

### Spellen
- S.H.I.E.L.D. verscheen in het PlayStation 2-videospel The Punisher en had een prominente rol in Marvel: Ultimate Alliance.
- S.H.I.E.L.D. verscheen ook in Battle for New York en hielp onder anderen Goblin gevangen te nemen.